# ダムナティオ・メモリアエ

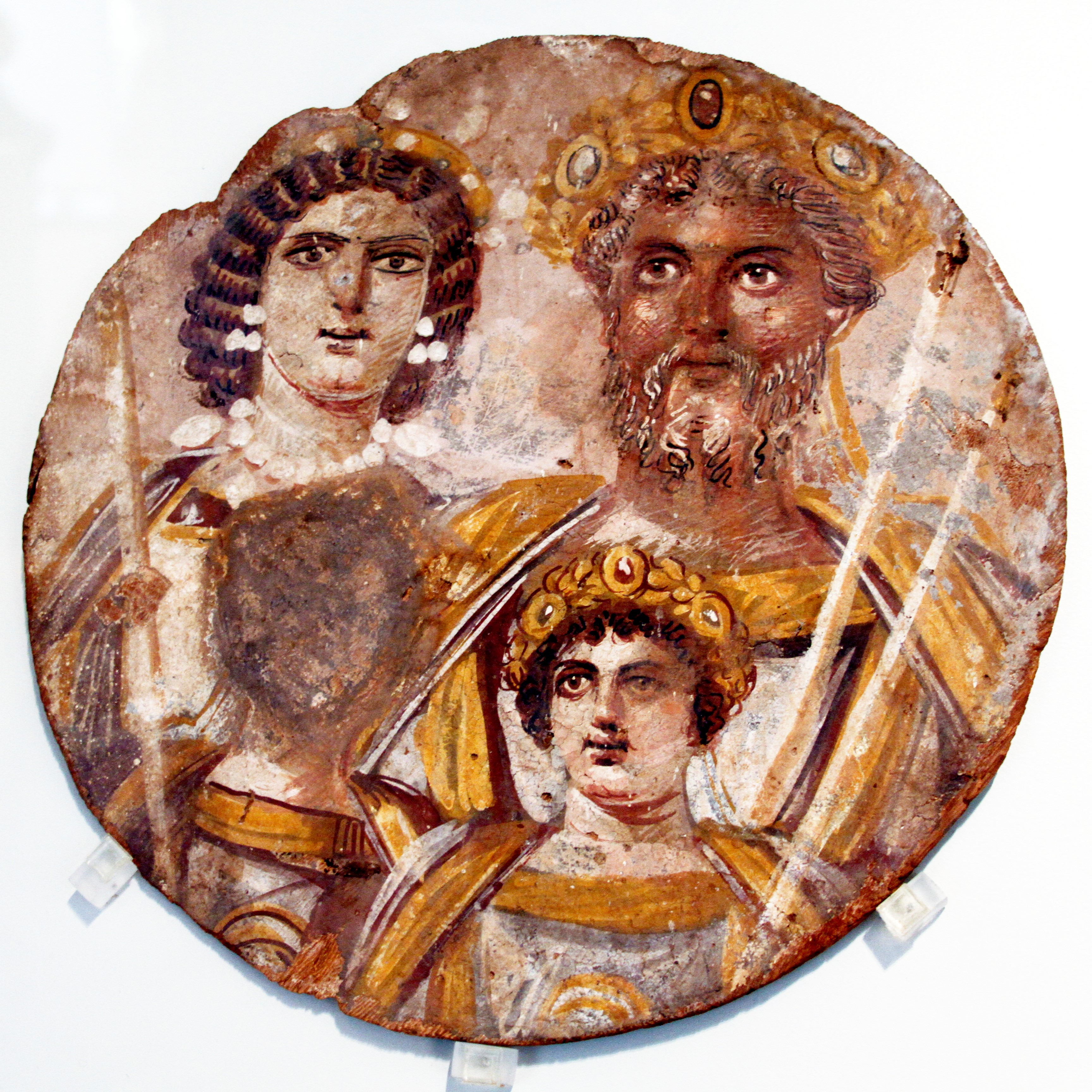
ローマのアルジェンターリの門（アルクス・アルゲンタリオールム　両替商人の記念門）の内側。カラカラのレリーフが見える。カラカラの左にはカラカラの弟で共同皇帝のゲタのレリーフがあった。カラカラがゲタにダムナティオ・メモリアエを課したため、左側のレリーフは削り取られている。

ダムナティオ・メモリアエ（ラテン語: Damnatio Memoriae）とは、古代ローマで反逆者とされた人物に対して行われた、その人物の記録の破壊処置のこと。元老院はその支配体制へ反逆した人物に対して記録の破壊を行い、その対象は古代ローマ人全般に及び、少なくとも2名の皇帝がダムナティオ・メモリアエを受けた。日本語訳は「記憶の破壊」、「名声の破壊」など。

## 用語
ダムナティオ・メモリアエ（ラテン語: Damnatio Memoriae）の用語は古代ローマでは使用されず、1689年にドイツで書かれた学位論文で初めて使用された。現代では、公式または非公式な個人的記録の破壊を指す用語として使用されている。

## 概要
ダムナティオ・メモリアエを受けた人物は、その一切の存在がなかったとして、自らが遺したあらゆる痕跡を抹消された。社会的な体面や名誉を重んじた古代ローマ人にとって、ダムナティオ・メモリアエは最も厳しい措置と見なされた。

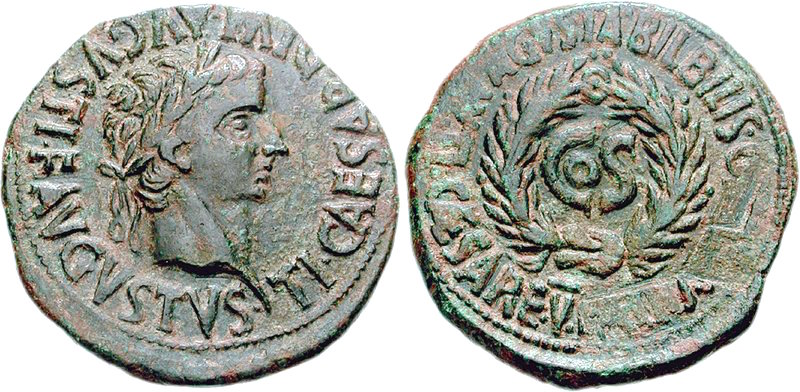
セイヤヌスの名前が削除された硬貨

左にある硬貨には、元々はティベリウス帝時代にプラエフェクトゥス・プラエトリオを務めたルキウス・アエリウス・セイヤヌスの名前が刻まれていたが、ティベリウスへの謀反が発覚しセイヤヌスが処刑された後に、硬貨から「セイヤヌス」の名前が削られた。
古代ローマで、ダムナティオ・メモリアエは元老院議員や皇帝を死後に批判する根拠であった。ただし、元老院がダムナティオ・メモリアエを課した場合でも、後の時代の皇帝によって、名前や彫像が再び制作されることもあった。
カリグラの死後、カリグラに対して元老院はダムナティオ・メモリアエを下そうとしたが、後継皇帝のクラウディウスはカリグラに対するダムナティオ・メモリアエを防いだ。68年に自殺したネロは元老院によってダムナティオ・メモリアエを課されたが、69年に皇帝となったアウルス・ウィテッリウスはネロの立派な葬儀を行った。ネロを含む幾人かの皇帝の像は死後に破壊されたが、後に作り直された。
公式にダムナティオ・メモリアエを受けたことがわかっているのは、ドミティアヌスとプブリウス・セプティミウス・ゲタ（カラカラの共同皇帝）の2人である。

## 古代ローマ以外での類似の事例
| ニコライ・エジョフがヨシフ・スターリンとともに写った写真。 |  | 左の写真から粛清、処刑されたエジョフを抹消したもの。 |
| ニコライ・エジョフがヨシフ・スターリンとともに写った写真。 |  | 左の写真から粛清、処刑されたエジョフを抹消したもの。 |

ダムナティオ・メモリアエと同様な制度は、古代ローマ以外でも行われている。古代エジプトではアメンホテプ4世（アクエンアテン）の像の顔の部分が後継者らによって削り取られ、トトメス3世はハトシェプストの名前や肖像を軒並み削り取った。また、ラムセス3世を暗殺した妃ティイとその息子ペンタウアーは公判記録以外のあらゆるものからその名前が抹消された。
近現代でも失脚した政治家の肖像や彫像が破壊される例は枚挙に暇がないが、公式の写真から当人の姿のみがそれと分らないように抹消された例としてはソビエト連邦でスターリンと対立したレフ・トロツキー、スターリン時代に内務人民委員部長官を務めたニコライ・エジョフ、中国共産党副主席であった林彪のケースなどがある。

## ダムナティオ・メモリアエに問われた人物
- ガイウス・コルネリウス・ガッルス（ドイツ語版）（アエギュプトゥス初代総督）
- ルキウス・アエリウス・セイヤヌス
- カリグラ
- メッサリナ
- 小アグリッピナ
- ガルバ
- オト
- アウルス・ウィテッリウス
- ドミティアヌス
- ガイウス・アウィディウス・カッシウス
- ハドリアヌス
- コンモドゥス
- ブルッティア・クリスピナ（コンモドゥス皇妃）
- ディディウス・ユリアヌス
- ペスケンニウス・ニゲル
- クロディウス・アルビヌス
- プブリウス・セプティミウス・ゲタ
- フルウィア・プラウティッラ（英語版）（カラカラ皇妃）
- マクリヌス
- ヘリオガバルス
- ユリア・ソアエミアス（ヘリオガバルスの母、Julia Soaemias）
- アクィリア・セウェラ（ヘリオガバルス皇妃、Aquilia Severa）
- ユリア・アウィタ・ママエア（アレクサンデル・セウェルスの母、Julia Avita Mamaea）
- マクシミヌス・トラクス
- マルクス・クロディウス・プピエヌス・マクシムス
- デキムス・カエリウス・カルウィヌス・バルビヌス
- トレボニアヌス・ガッルス
- マルクス・アエミリウス・アエミリアヌス
- コルネリア・スペラ（マルクス・アエミリウス・アエミリアヌス皇妃、Cornelia Supera）
- マルクス・アウレリウス・カルス
- ヌメリアヌス
- カリヌス
- マクシミアヌス
- マクシミヌス・ダイア
- マクセンティウス
- リキニウス
- ファウスタ（コンスタンティヌス1世皇妃、Fausta Flavia Maxima）
- フラウィウス・ユリウス・クリスプス（コンスタンティヌス1世の長男、Flavius Julius Crispus）
- コンスタンティヌス2世

## ダムナティオ・メモリアエが登場する作品
- ジョージ・オーウェル『1984年』（小説）
- 佐藤究『QJKJQ』（小説）